# Jouer juste
Jouer juste est un roman de François Bégaudeau paru en 2003, Il s'agit de son premier roman.

## Résumé
Le roman se présente sous la forme d'un long monologue dans lequel un entraineur de football s'adresse à son équipe avant les prolongations d'une finale de coupe européenne. Son discours s'entremêle au récit d'une passion amoureuse passée avec une certaine Julie.

## Style
Le livre est composé de phrases longues et repose sur le principe de la digression.

## Inspiration
François Bégaudeau a entendu l'expression « jouer juste » dans la bouche de Raynald Denoueix lors d'un discours de motivation avant des prolongations lors d'un match FC Nantes contre Stade rennais en Coupe de France de football.
L'auteur a constaté, dans sa vie personnelle, que les discussions de comptoir autour du football dérivait souvent vers des réflexions concernant l'éthique de l'existence, d'où l'idée d'un monologue sur le football. Celui-ci dérive sur la question de l'amour, car l'auteur était témoin, peu avant l'écriture, de la déliquescence amoureuse d'un couple.
En interview, il évoque notamment le jeu à la nantaise comme une éthique particulière du football qui pourrait s'appliquer à l'amour, comme notamment par le fait de garder la tête froide pour construire le jeu.
Il souhaitait également approcher l'amour par la notion de technique, estimant que celle-ci pourvoit de la poésie, comme par exemple à travers la locution « trouver la bonne distance », qui peut s'appliquer à la fois aux relations amoureuses et au football,. Il trouve également de la beauté dans les notions d'organisation géométrique, ce qu'il matérialise notamment à travers un passage où l'entraineur évoque le jeu en triangle.
Jouer juste est un roman écrit rapidement, François Bégaudeau déclarant « il suffisait de dérouler ».

## Adaptation
Le monologue a été lu par Laurent Poitrenaux en décembre 2003 au Lieu unique.
Il a été adapté pour le théâtre et, en 2007, a été sélectionné par le bureau des lecteurs de la Comédie-Française.
Il y a eu un projet d'adaptation au cinéma par Claire Koç en 2012.